# Good Design

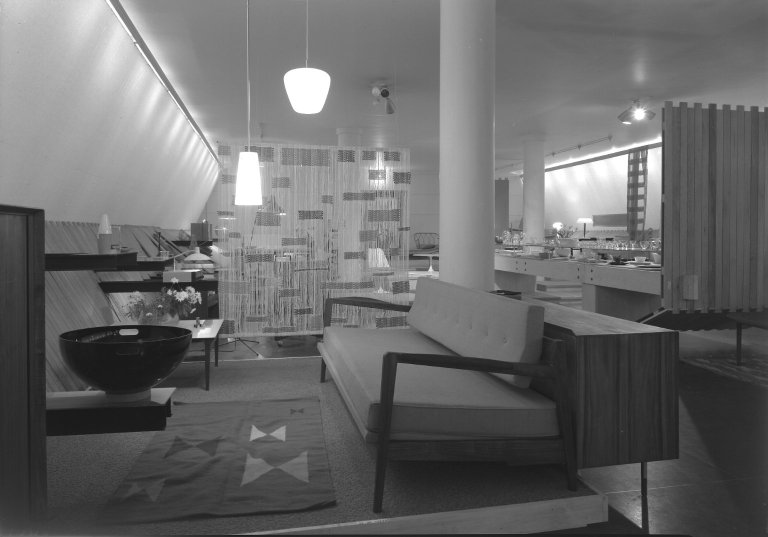
Conception pour l'exposition de la maison. 1958. Musée de Brooklyn.

Le mouvement Good Design était un mouvement artistique ou un concept de design né dans les années 1930, mais qui a pris forme principalement aux États-Unis immédiatement après la Seconde Guerre mondiale. Les conceptions réalisées sous l'influence du Good Design incluent des bâtiments et des meubles, mais aussi des objets du quotidien tels que des ustensiles de cuisine, des objets ménagers et des outils de jardin. Les noms associés au mouvement incluent Charles Eames et Ray Eames, László Moholy-Nagy et Hans Wegner.  
Le Museum of Modern Art de New York était d'une force influence sur le mouvement. Une grande exposition, Good Design, s'y tient du 23 septembre au 30 novembre 1952. L'exposition rétrospective « What Was Good Design? MoMA's Message, 1944–56 », a également eu lieu au MoMA, du 6 mai 2009 au 10 janvier 2011. 